# Entella (fiume)
L'Entella è un breve fiume (8 km) della Liguria.

## Percorso

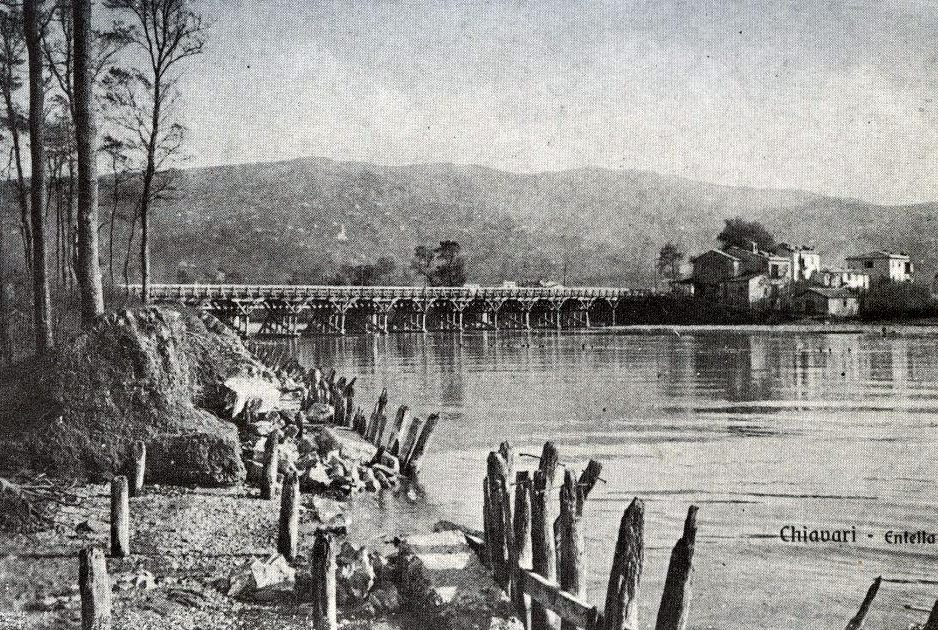
La sponda chiavarese dell'Entella e il ponte in legno della via Aurelia, nel XIX secolo

L'Entella si forma nel comune di Carasco dalla confluenza di due torrenti: Lavagna e Graveglia; poco prima dell'unione di questi due corsi d'acqua, il Lavagna riceve da sinistra il contributo di un terzo importante torrente, lo Sturla. Vari testi consideravano e considerano il Graveglia come ramo sorgentizio dell'Entella al pari degli altri due torrenti. Con letto ampio e ciottoloso l'Entella compie poi il suo breve percorso formando la piana omonima (seppur piccola è una delle maggiori della regione) andando poi a sfociare nel golfo del Tigullio (mar Ligure) tra le città di Chiavari e Lavagna.

## Regime idraulico
Pur estremamente breve, è con poco meno di 15 m³/s di modulo medio annuo, il principale corso d'acqua della città metropolitana di Genova per volume d'acqua direttamente sfociante nel mare.
Proprio per questa sua copiosità di acque, dalla sua falda più profonda si approvvigionano gli acquedotti delle due cittadine.
È soggetto però, come gran parte dei corsi d'acqua appenninici a piene rovinose in autunno (la Provincia di Genova stima la portata duecentennale in 2.800 m³/s, mai però effettivamente registrati), che in alcuni casi hanno anche causato pesanti allagamenti agli abitati di Chiavari, Lavagna e San Salvatore di Cogorno.
Attualmente sono in progetto opere di nuova arginatura, che tuttavia interesserebbero soltanto l'ultimo chilometro di fiume, l'unico a possedere già argini in terra a 50–100 m dall'alveo attivo, sebbene leggermente più bassi di quelli in progetto. Vi sono infatti forti critiche non solo sulla necessità di argini più alti in questo tratto, ma pure sull'inerzia nella programmazione di opere utili alla riduzione del rischio idraulico su tutto il resto del bacino imbrifero.

## Cultura

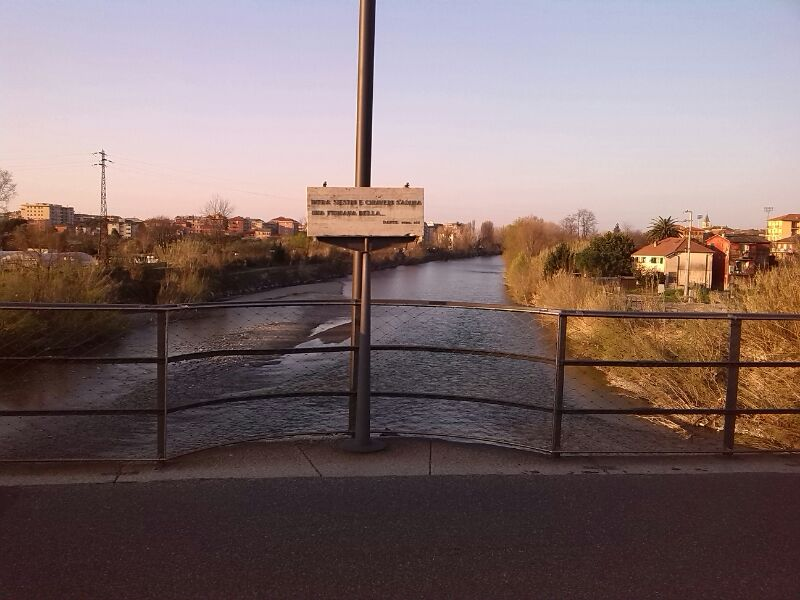
Cartello presso Chiavari che riporta i versi di Dante

La prima attestazione del nome Entella per il fiume si ha in Claudio Tolomeo, che in  Geografia III 1, 3 cita le Ἐντέλλα ποταμοῦ ἐκβολαί («foci del fiume Entella»), collocandole a est di Genova. Nei secoli successivi il nome più comune del corso d'acqua fu però Lavagna, (che indicava l’intero corso d’acqua fino alla foce, non solo uno degli affluenti come oggi) come mostra la menzione che ne viene fatta nel XIX canto del Purgatorio, dove papa Adriano V dice a Dante:
(Purgatorio (Divina Commedia), canto XIX, vv. 100-102)
Dal momento che il più alto titolo (la cima del titol del sangue) della famiglia Fieschi era «conti di Lavagna», si deduce che per Dante il fiume si chiamava, come il borgo, Lavagna. Se Chiaveri corrisponde naturalmente all'odierna Chiavari, dove l'Entella sfocia, Siestri è stato identificato con l'omonimo borgo del comune di Neirone (presso Roccatagliata), in prossimità dell'origine del torrente Lavagna, principale affluente, la cui attribuzione era precedentemente contesa con la moderna Sestri Levante. La prima identificazione del Lavagna con l'Entella di Tolomeo e il recupero del nome antico, che da allora è invalso nell’uso, risale agli umanisti del Cinquecento.
Una lapide recante la citazione dantesca è stata collocata sull'antico ponte della Maddalena tra Chiavari e Lavagna che attraversa il torrente, costruito in epoca medioevale, mentre un altro ponte in legno, presso la foce, fu fatto costruire al passaggio di Napoleone Bonaparte nel 1797. Dal 2 dicembre di quell'anno al 28 aprile 1798 il fiume diede il nome al Département de l'Entelle o Dipartimento dell'Entella, una delle unità amministrative nelle quali era suddivisa la Repubblica Ligure, che aveva per capoluogo Chiavari.
Traggono il proprio nome dal corso d'acqua anche l'emittente televisiva Entella TV e la squadra di calcio Virtus Entella.

## La Città dell'Entella

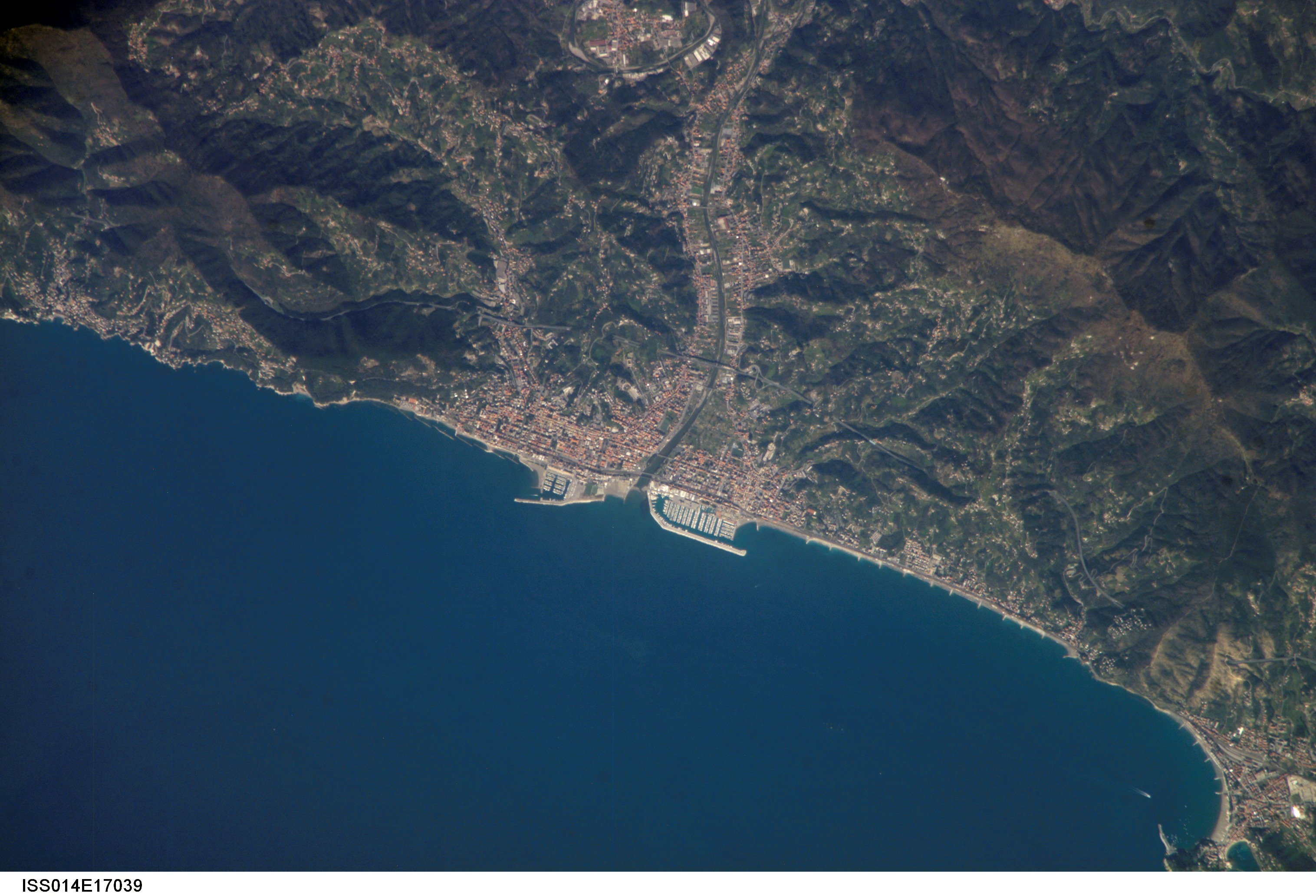
Vista dal satellite, le due città di Chiavari (a sinistra) e Lavagna (a destra) divise dal fiume Entella

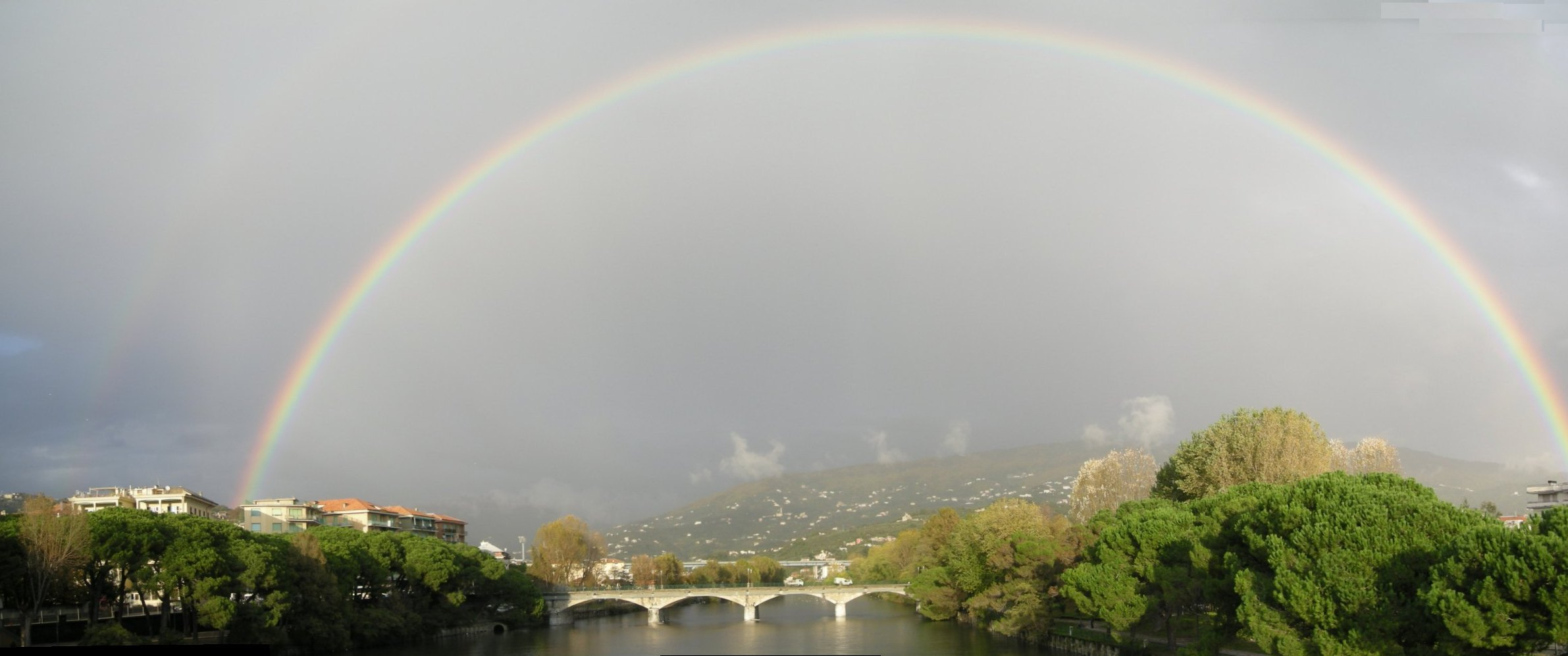
Arcobaleno lungo il fiume

L'idea di unire i cinque comuni che sorgono nella piana del torrente quali Chiavari, Lavagna, Carasco, Cogorno e Leivi in un unico programma di gestione idrologico si ebbe nel 2003 con l'appoggio esterno della provincia di Genova. L'intento dell'amministrazione provinciale fu quello di armonizzare piani urbanistici e idrologici, delle infrastrutture presenti e dei servizi assieme alle cinque realtà comunali componenti il progetto d'intesa. L'accordo di pianificazione fu firmato il 4 novembre del 2004.
Al fine di valutar la bontà dell'idea è importante tener presente come le due città di Chiavari e Lavagna abbiano origini e storia completamente diverse, tanto che l'Entella ha coinciso, sebbene in epoca lontana, col confine di Stato tra Contea dei Fieschi e Repubblica di Genova.

A distanza di oltre dieci anni, il progetto non risulta aver mai preso corpo. 

## Tutela naturalistica
La zona più a valle del fiume Entella fa parte del SIC (Sito di importanza comunitaria) denominato Foce e medio corso del Fiume Entella (codice: IT1332717 ).

## Fauna

### Rettili

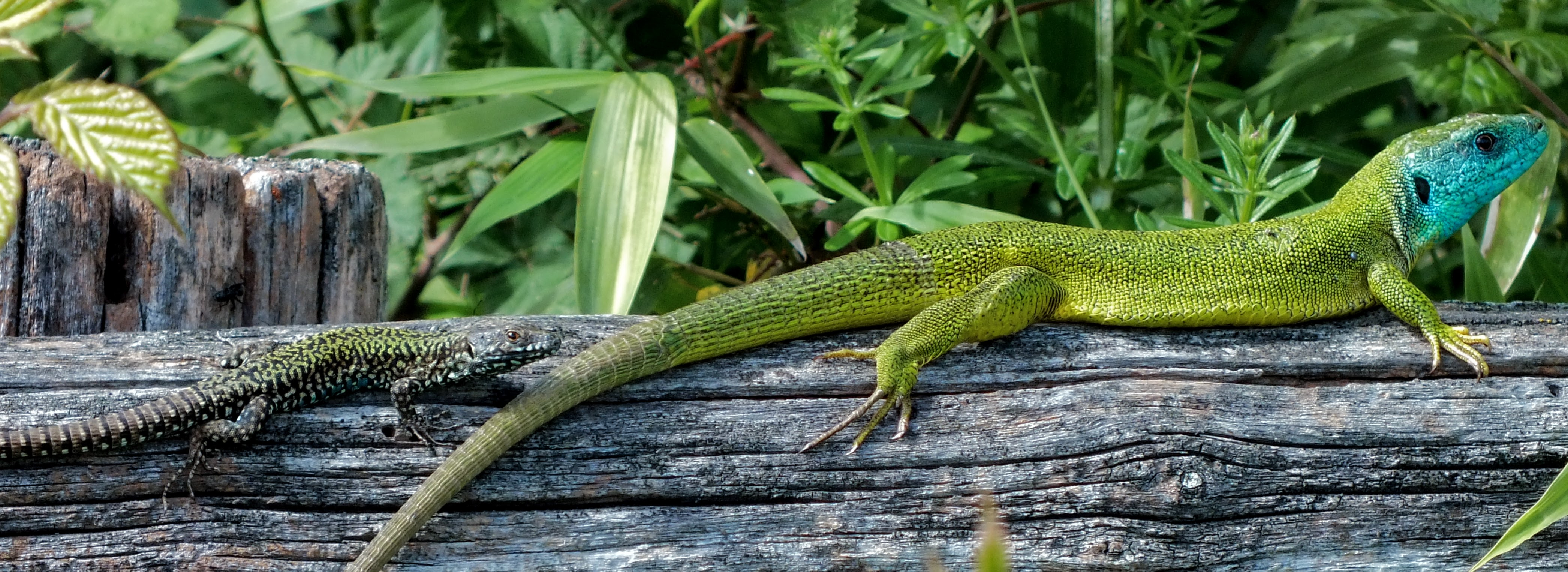
Lucertola muraiola e ramarro occidentale sul lato lavagnese dell'Entella

- Lucertola muraiola[19]
- Ramarro occidentale[19]
- Biscia dal collare barrata[19]
- Natrice viperina[19]
- Biacco[19]
- Geco comune[19]
- Tartaruga americana (introdotta)[19]

### Uccelli

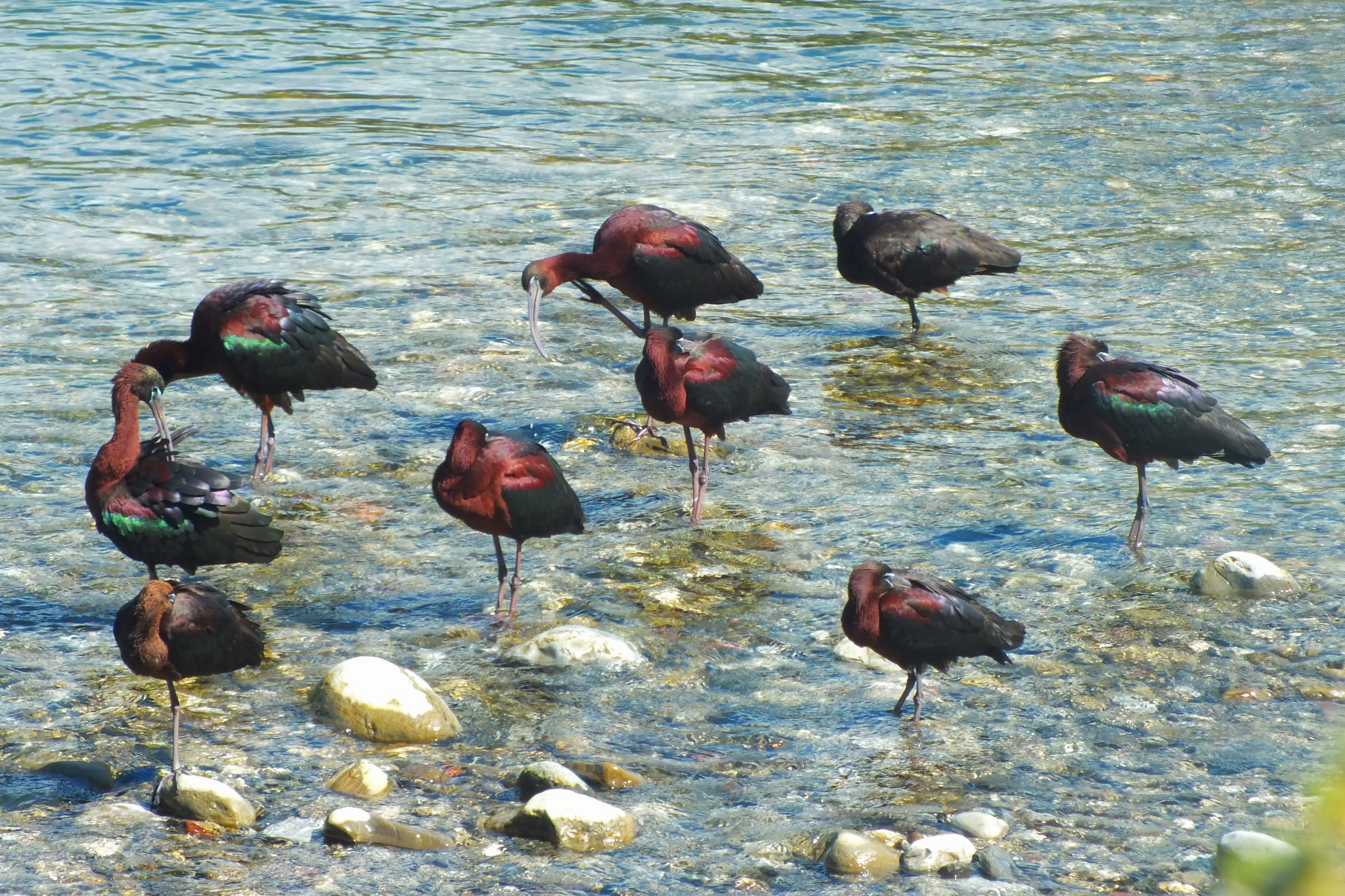
Stormo di mignattai nell'Entella

- Ardeidi:

Airone bianco maggiore
Airone cenerino
Airone rosso
Airone guardabuoi
Garzetta
Nitticora
- Anatidi:

Marzaiola
Alzavola
Mestolone
Fistione turco
Fischione
- Passeriformi:

Saltimpalo
Migliarino di palude
zigolo nero
Cutrettola
Culbianco
Stiaccino
Rondine comune
Rondone
Balestruccio
Rondine rossiccia
Topino disadorno
- Limicoli

Corriere piccolo
Corriere grosso
Piro piro boschereccio
Pantana
Cavaliere d'Italia
Occhione
Piovanello
Pavoncella
Voltapietre
- Treschiornitidi

Ibis sacro
Mignattaio